# Xã Pumpkin Bend, Quận Woodruff, Arkansas
Xã Pumpkin Bend (tiếng Anh: Pumpkin Bend Township) là một xã thuộc quận Woodruff, tiểu bang Arkansas, Hoa Kỳ. Năm 2010, dân số của xã này là 276 người.